# Hellendoorn
Hellendoorn és un municipi de la província d'Overijssel, al centre-est dels Països Baixos. L'1 de gener de 2009 tenia 35.905 habitants repartits per una superfície de 139,03 km² (dels quals 0,88 km² corresponen a aigua). Limita al nord amb Ommen i Twenterand, a l'oest amb Raalte, a l'est amb Wierden i al sud amb Rijssen-Holten. Al seu terme municipal es va rodar una petita part del film Un pont massa llunyà.

## Centres de població[1]
| Centre      | Població |
| ----------- | -------- |
| Daarle      | 1.435    |
| Daarlerveen | 1.205    |
| Haarle      | 2.100    |
| Hellendoorn | 6.350    |
| Nijverdal   | 24.825   |

## Personatges coneguts
- Douwe Draaisma (1953), psicòleg
- Rob Harmeling (1964), ciclista